# الإكتنينيات
الإكتنينيات  (الاسم العلمي: Ecteniniidae)، وهي فصيلة منقرضة من أماميات الفك كلبيات الأسنان الآكلة للحوم التي عاشت خلال العصر الثلاثي في أمريكا الجنوبية. تتميز بحجمها الكبير.